# Borsody László (vívó)
Borsody László (Farmos, 1878. szeptember 6. – Budapest, 1939. január 25.) honvéd vívómester, a Magyar Királyi Toldi Miklós Honvéd Sporttanár- és Vívómesterképző Intézet egykori oktatója. Pályafutása alatt vívómesterként 18 olimpiai és világbajnokot, 15 Európa-bajnokot, 8 katonatiszti Európa-bajnokot és 103 magyar bajnokot segített hozzá a győzelemhez. Ő volt a modern magyar kardvívás egyik megalkotója, a róla elnevezett Borsody-rendszer létrehozója.

## Életútja
Pfeffer Béla néven Pfeffer Samu és Fuchs Róza kiskereskedők gyermekeként született. 
Kodesch Béla mesternél ismerkedett meg a vívás alapjaival, Frederico Giroldini, majd Robelly Jenő és Rákossy Gyula iskolájában tanult.1901-ben a Bécsújhelyi Katonai Akadémián (Wiener Neustadt) működő Katonai Vívó- és Tornatanári Intézetének alapkurzusára vezényelték melyet "jó" eredménnyel végzett el.  Az ott oktató Milan Neralić mestertől tanult kardvívás döntően befolyásolta az egész későbbi pályafutását. Ebben az időben már az olasz könnyű fegyvereket használták az akadémián. 1904-ben újra Bécsújhelyre vezényelték az intézet kurzusára, bizonyítványán "kiváló "minősítés szerepelt. 1905-ben József főherceg felkérte, hogy elsőszülött fiát, a tízesztendős József Ferenc főherceget oktassa. 1906. szeptember 1-el segédoktató őrmesterből II. osztályú vívómesterré nevezték ki.1911-ben I. osztályú vívómesterré léptették elő. 1916 jamuárjában a háború alatt teljesített kitűnő szolgálataiért Koronás Arany Érdemkereszttel tüntették ki, novemberben pedig fővívómesterré lépett elő. 1921 november elsejével, a trianoni békeszerződés előírásai miatt, számos hivatásos állományú tiszttel és katonai tisztviselővel együtt – színleg – Borsodyt is nyugdíjazták, de valójában továbbra is a honvédség kötelékében maradt.
1900 és 1925 között a Ludovika Akadémián teljesített szolgálatot. 1925-től a Magyar Királyi Honvéd Sportoktató Tanfolyam oktatója. 1927-ben néhény hétig Hágában tartózkodott és a holland hadsereg vívóválogatottját képezte. 1933-ban a Sportoktató Tanfolyam neve Magyar Királyi Toldi Miklós Honvéd Sporttanár-és Vívómesterképző Intézet-re (SPOTI) változott, Borsody 1936-os nyugdíjba vonulásáig szolgált itt.  
1939. január 25-én déli 12 órakor Borsody őrnagy szolgálati fegyverével, saját kezűleg vetett véget életének. A Farkasréti temetőben helyezték örök nyugalomra 1939. január 28-án délután a római katolikus anyaszentegyház szertartása szerint.
Borsody László nagy magyar volt és ezt nem titkolta sosem!
Mi volt a Borsodi-iskola lényege?
– A tempó és a taktika, melyet közvetlen módon át lehet adni, de ezt oktatni megtanulni - már a nehezebb feladatok közé számított. A tanítvány részéről sem volt éppen könnyű, hiszen nem mindenki rendelkezett olyan tempóérzékkel, s taktikai érettséggel, hogy a mester elképzeléseit magáéva tudja tenni. De a Borsodi-tanítványok megfeleltek ennek a követelménynek, talán a vonzás-kiválasztás is közrejátszott ebben. Sőt, bizonyos vagyok benne! Azok a versenyzők ugyanis, akik nem passzoltak hozzá, el is mentek tőle. De sokan közülük csak Borsodi által válhattak igazán naggyá. A Borsodi-tanítványok között ugyanis olyanok is akadtak, akik nem a klasszikus technika szerint vívtak, ilyen vívó Santelli vagy Gerentsér kezében semmi sem lett volna, de Borsodinál vívó lett, s nem is akármilyen!.

## Tanítványai
- Alpár Gyula, vívóedző
- Balogh Béla, vívóedző
- Berczelly Tibor, háromszoros olimpiai bajnok kardvívó, mesteredző[21]
- Filótás Ferenc, vívó, huszárezredes, a Magyar Vívó Szövetség elnöke[22][23]
- Kevey János, vívóedző, a lengyel kardvívás egyik meghatározó alakja; Wojciech Zabłocki, Jerzy Pawłowski edzője
- Kovács Pál, hatszoros olimpiai bajnok vívó[24]
- Márki Ferenc, vívóedző[25]
- Nagy Ernő, olimpiai bajnok kardvívó[26]
- Piller György, kétszeres olimpiai bajnok vívó, edző[27]
- Somos Béla, vívóedző
- Szűts János, vívóedző
- Tersztyánszky Ödön, olimpiai bajnok kardvívó
- Vass Imre, vívóedző

## Előmenetele
- II. osztályú vívómester (XI. rangosztály): 1906. szeptember 1.
- I. osztályú vívómester (X. rangosztály): 1911. november 1.
- fővívómester (IX. rangosztály): 1916. november 1.
- aligazgató (VIII. rangosztály): 1929?

## Kitüntetései
A felsorolás viselési sorrendben történt.
- Magyar Érdemrend lovagkeresztje (1936)[28]
- Koronás Arany Érdemkereszt (1916)[29]
- Jubileumi Kereszt a fegyveres erő számára (1908)[30]